# Acanthodelta apiciplaga
Acanthodelta apiciplaga là một loài bướm đêm trong họ Noctuidae.